# Freja Beha
Freja Beha Erichsen (Sinh ngày 18 tháng 10 năm 1987 tại Roskilde, Đan Mạch) được biết đến nhiều hơn với tên Freja Beha, là một siêu mẫu người Đan Mạch nổi tiếng với phong cách tomboy.

## Sự nghiệp
Được phát hiện trên đường phố của Đan Mạch bởi một công ty người mẫu. Erichsen xuất hiện lần đầu tiên trong vai trò người mẫu tại Paris và Milan và diễn cho các show Prada, Louis Vuitton, Miu Miu vào mùa thu năm 2005. Sau đó cô tiếp tục tham gia vào các show diễn tại New York và London. Cô cũng đã tham gia vào tuần lễ thời trang Haute Couture. Erichsen đã từng tham gia các show diễn của nhiều nhãn hiệu thời trang nổi tiếng như Shiatzy Chen, Chanel, Dior,Gucci, Burberry, Alexander Wang, Prada, Balmain, Balenciaga, Christian Lacroix, Zac Posen và Sonia Rykiel cũng như nhiều nhãn hiệu nổi tiếng khác.
Ngoài ra, Freja còn xuất hiện trong các quảng cáo của Balenciaga, Jil Sander, Gucci, Hugo Boss, H & M, CK của Calvin Klein, Hermès, Chanel, Gianfranco Ferré, Pringle of Scotland,Emporio Armani, Roberto Cavalli, Chloe, Karl Lagerfeld, MaxMara, Valentino, Pollini, Jaeger, GAP, và kính mắt Tom Ford. Freja là một trong những gương mặt quảng cáo nước hoa của Gucci cùng với Natasha Poly và Raquel Zimmermann.Cô cũng là gương mặt của nước hoa Calvin Klein IN2U.
Cô thường xuyên xuất hiện trên các tạp chí Vogue, Interview,tạp chí W,Harper's Bazaar... của hầu hết các nước như Nga, Mỹ, Pháp...
Năm 2011, cô có mặt trong Top 50 người mẫu do trang web Models.com bình chọn và đứng ở vị trí thứ 2. Kể từ năm 2005, Freja liên tục được Fashion TV bình chọn trong top 10 First Face của các tuần lễ thời trang Thu-đông cũng như Xuân-hè.
Freja Beha là người mẫu được nhiều nhà thiết kế thời trang yêu thích. Trong đó có Karl Lagerfeld thường xuyên làm đạo diễn cho các tấm hình của Freja trên các tạp chí. Cô cũng là người mẫu xuất hiện trong bộ lịch của Vogue 2011 do Karl Lagerfeld làm đạo diễn.

## Cuộc sống cá nhân

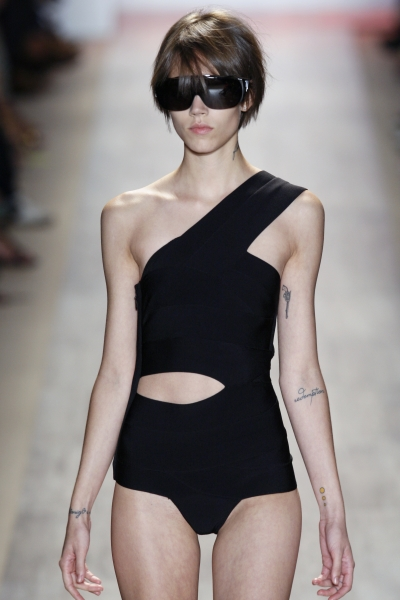
Erichsen trong show diễn của Herve Leger Hè 2009 tại New York

Erichsen được đào tạo tại Frederiksberg Gymnasium
Cô rất thích nghe nhạc của PJ Harvey, nhóm nhạc người Đan Mạch Kira và Kindred Spirits. Hiện tại Freja đang sống ở New York, cô là một trong những "nàng thơ" của nhà thiết kế thời trang Karl Lagerfeld. Freja Beha Erichsen có nhiều hình xăm, hình xăm nổi tiếng nhất của cô là "float" được xăm ở đàng sau tai trái, ngoài ra còn nhiều hình xăm khác như tam giác ngược phía sau cổ, một vòng tròn phía sau tai phải, một cây thánh giá trên tai phải của cô, "Serendipity is Life" được viết ở mặt sau của cánh tay phía trên bên phải của cô, "This Too Shall Pass" được viết vào bên trong của cánh tay phải phía trên, "This World Tonight is Mine" viết trên cổ tay phải.... Freja có một thỏa thuận với công ty quản lý của mình là cô được xăm bao nhiêu hình tùy ý muốn, nhưng không được cắt mái tóc của mình, nhưng cô đã cắt nó một lần vào năm 2007.
Freja Beha là người đồng tính luyến ái công khai. Cô từng có những mối quan hệ tình cảm với các đồng nghiệp như Catherine McNeil, Arizona Muse....